# Alexis Clairaut
Alexis Claude Clairaut [alexi klód kléró] (13. května 1713, Paříž – 17. května 1765, Paříž) byl francouzský matematik, geometr a geodet, autor teorie tvaru Země. Věnoval se též problému tří těles či pohybu Měsíce a planet.

## Život
Clairaut byl zázračným dítětem, v jedenácti letech napsal geometrické pojednání o křivkách 3. stupně, které došlo uznání i ve Francouzské akademii věd. V šestnácti napsal pojednání o prostorových křivkách. Se zvláštním svolením krále byl zvolen do Francouzské akademie v době, kdy mu ještě nebylo celých 18 let.
V letech 1736–1737 se zúčastnil Maupertuisovy geografické a geodetické výpravy do Laponska, známé jako francouzská stupňová měření, neboť měřila délku stupně poledníku.
Roku 1743 vydal v Paříži své nejslavnější dílo Théorie de la figure de la terre (Teorie o tvaru Země), v němž dokazuje, že k rovnováze tekutiny stačí, aby byl v rovnováze její libovolný kanál – tlak sloupce tekutiny na konce nezávisí na délce nebo podobě sloupce, nýbrž pouze na poloze konců. Rovnováha tekutiny je dle Clairauta možná jen tehdy, působí-li na tekutinu síly, jež lze vyjádřit jako částečné derivace jedné a téže funkce souřadnic. Ve stejné práci definoval to, co je dnes známo jako Clairautův princip. Analyzoval též vliv gravitace a odstředivé síly na rotující těleso a jeho elipsoidický tvar.
Vysoce oceňována byla též jeho astronomická studie o Měsíci vydaná pod názvem Théorie de la lune déduite d'un seul principe de l'attraction (Teorie Měsíce, odvozená z jedinho principu přitažlivosti), jež získala roku 1752 cenu petrohradské akademie. V práci Clairaut uvedl, že Leonhard Euler udělal matematické chyby při výpočtech pohybu Měsíce a výpočty zpřesnil.
Hojně se též věnoval studiu komet, zejména komety Halleyovy, a to v pracích jako Théorie du mouvement des comètes (Teorie pohybu komet, 1760) či Recherches sur les comètes des années 1531, 1607, 1682 et 1759 (1762). Tyto studie budily ve své době veliký rozruch, neboť se zdálo, že Halleyova kometa zpochybní Newtonovy teorie, podle nichž Halley vypočítal, že kometa se vrátí v roce 1758. Toho roku se však na obloze neobjevila, což vyvolalo ve vědeckém světě údiv. Byl to právě Clairaut a Jérôme Lalande, kteří zahrnuli do výpočtu přitažlivé působení Jupitera a Saturna a předpověděli, že kometa bude oproti Halleyho propočtu zpožděna o 518 dní. Přesně to se také stalo.